# Piet Hein Donner
Pour les articles homonymes, voir Donner.
Jan Pieter Hendrik Donner, dit Piet Hein Donner, né le 20 octobre 1948 à Amsterdam, est un homme politique néerlandais. Membre de l'Appel chrétien-démocrate (CDA), il est notamment ministre de la Justice de 2002 à 2006 et ministre des Affaires sociales et de l'Emploi de 2007 à 2010 sous Jan Peter Balkenende, puis ministre des Affaires intérieures et des Relations au sein du Royaume de 2010 à 2011 sous Mark Rutte. En 2012, il est nommé vice-président du Conseil d'État pour un mandat de six ans.

## Éléments personnels

### Formation et carrière
Après avoir étudié le droit à l'université libre d'Amsterdam (VU) de 1969 à 1974, il complète son cursus par une année d'études supplémentaire à l'université du Michigan jusqu'en 1975. L'année suivante, il devient fonctionnaire au sein du ministère des Affaires économiques, puis du ministère de la Justice, démissionnant en 1990].
Il est alors nommé membre du Conseil scientifique pour la politique gouvernementale (WRR), dont il prend la présidence en 1993. Il intègre le Conseil d'État quatre ans plus tard et siège jusqu'en 2002.

### Vie privée
Son père, André, est juge à la Cour de justice des Communautés européennes, tandis que son grand-père, Jan, est un ancien ministre de la Justice et président de la Cour suprême des Pays-Bas. Marié et vivant à La Haye, il est membre de l'Église protestante des Pays-Bas.

## Vie politique

### Ministre de la Justice
Il est nommé ministre de la Justice le 22 juillet 2002 par le nouveau Premier ministre Jan Peter Balkenende, étant reconduit le 27 mai 2003, après la tenue d'élections législatives anticipées le 22 janvier, à l'issue desquelles il est par ailleurs nommé « informateur » pour la formation d'un gouvernement par la reine Beatrix pendant près de quatre-vingt-dix jours.
En sa qualité de ministre de la Justice, il estime que la loi islamique (charia) devrait être instaurée si une majorité des deux tiers des États généraux du royaume des Pays-Bas l'exigeait. En effet, dans un ouvrage publié le 13 septembre 2006, il déclare qu'« il est clair que si deux tiers des Néerlandais veulent introduire la charia, cela doit être possible. Comment empêcher cela légalement ? Ce serait scandaleux de dire : c'est impossible. C'est la majorité qui compte. Voilà l'essence de la démocratie ». Il démissionne neuf jours plus tard du gouvernement minoritaire de Balkenende, à la suite de la mort de onze clandestins dans un centre de rétention du ministère de la Justice, construit sous le contrôle du ministère du Logement.

### Ministre des Affaires sociales
Élu représentant à la Seconde Chambre des États généraux aux élections anticipées du 22 novembre suivant, il réintègre le gouvernement le 22 février 2007 comme ministre des Affaires sociales et de l'Emploi dans la grande coalition dirigée par Jan Peter Balkenende. Son mandat prend fin le 20 février 2010 avec la démission du cabinet, mais il continue toutefois d'assurer l'intérim jusqu'à la formation d'un nouveau gouvernement, le 14 octobre.

### Ministre des Affaires intérieures
Donner change ainsi de portefeuille, pour devenir ministre des Affaires intérieures et des Relations au sein du Royaume, sous la direction du Premier ministre Mark Rutte. Il devient vice-président du Conseil d'État pour six ans à partir de 2012. Il est remplacé au sein de l'exécutif dès 2011 par Liesbeth Spies. Le 21 décembre 2018, il est fait ministre d'État.